# Gentlemannagangstern
Gentlemannagangstern är en svensk dramafilm från 1941 i regi av Weyler Hildebrand.

## Handling
Efter utlandsvistelse återvänder Patrik Bergman till Stockholm. Patrik var innan han reste misstänkt för ett bankrån men inget gick att bevisa. Patriks far, som har en bankirfirma, har rest till Göteborg i affärer. Bankir Bergman har affärer med Fred Alfredsson, direktör i ett försäkringsbolag, och han har för dess räkning hämtat ut en halv miljon i kontanter, som över natten nu ligger i bankirfirmans kassaskåp. 
Patrik och Fred är gamla bekanta och de planerar att ses Patriks ankomstkväll. Men mötet blir inte av och istället möter Patrik i Freds tomma våning inbrottstjuven Göransson och även operasångerskan Galli Giovanni. 
Nästa morgon visar sig att den halva miljonen stulits under natten från bankirfirmans kontor och nattvakten hittas dessutom mördad. 
Både Patrik och bankirfirmans kassör blir misstänkta och poliskommissarie Strömberg sätts på att reda upp härvan.

## Om filmen
Filmen hade Sverigepremiär på Skandia i Stockholm den 1 februari 1941. Den har även visats på SVT. Filmen är inspelad under hösten 1940 i Filmstaden i Råsunda, (ateljé), med exteriöra bilder tagna i Stockholm och på Bromma flygplats. Filmfotograf var Åke Dahlqvist.
Som förlaga användes Lars-Erik Halléns bok Svettiga Svensson och Nuet från 1929.

## Rollista
- Allan Bohlin - "Sir" Patrik Bergman
- Annalisa Ericson - operettsångerskan Galli Giovanni, alias Singoalla Johansson
- Håkan Westergren - direktör Fred Alfredsson
- Marianne Löfgren - Svea "Blonda Ängeln" Fager
- Holger Löwenadler - kriminalkommissarie Strömberg
- Katie Rolfsen - Susie Göransson
- Weyler Hildebrand - Göransson, hennes man, gangster
- John Ekman - direktör Oskar Bergman, Patriks far
- Bror Bügler - kassör Holm
- Kotti Chave - Axel, Bergmans chaufför
- Arthur Fischer - Adamsson, gangster
- Magnus Kesster - gangster med glasögon
- Karin Nordgren  Axels flickvän Daisy
- Artur Rolén - privatdetektiv Dahlin
- Victor Thorén - Nilsson, Adamssons kumpan
- David Erikson - kriminalöverkonstapel Johansson
- Torsten Hillberg - Westfeldt
- Helge Mauritz - vaktmästare
- Anna-Stina Wåglund - telefonist
- Marianne Lenard - fru Strömberg
- John Melin - biträde på pantbanken
- Ivar Wahlgren - kriminalpolis
- Richard Lund - Boberg, tjänsteman hos Alfredsson
- Harry Philipson - biträde på pantbanken
- Nina Scenna - sekreterare på Alfredssons kontor
- Adèle Söderholm - städerskan på bankirfirman
- Aurore Palmgren - kund på pantbanken
- Gunnar Sjöberg - läkaren
- John Elfström - kriminalare